# Euagra fenestra
Euagra fenestra är en fjärilsart som beskrevs av Walker 1854. Euagra fenestra ingår i släktet Euagra och familjen björnspinnare. Inga underarter finns listade i Catalogue of Life.